# 長野県道451号七曲西原線
長野県道451号七曲西原線（ながのけんどう451ごう ななまがりにしはらせん）は、長野県下高井郡木島平村を走る一般県道。

## 概要

### 路線データ
- 起点：下高井郡木島平村大字往郷字七曲（国道403号交点）
- 終点：下高井郡木島平村大字往郷字西原（長野県道354号馬曲木島停車場線交点）

## 通過する自治体
- 下高井郡木島平村

## 交差・接続する道路
- 国道403号 - 下高井郡木島平村大字往郷字七曲（起点）
- 長野県道354号馬曲木島停車場線 - 下高井郡木島平村大字往郷字西原（終点）